# Colores
Colores är ett musikalbum av reggaeton-artisten J Balvin. Albumet släpptes 19 mars 2020 via Universal Latin. Varje låt i albumet har sitt namn efter en färg på spanska. Samtliga låtar från albumet släpptes även som singlar och med tillhörande musikvideo av Colin Tilley.